# 엘리스 아담스
《엘리스 아담스》(Alice Adams)는 미국에서 제작된 조지 스티븐스 감독의 1935년 영화이다. 캐서린 헵번 등이 주연으로 출연하였고 팬드로 S. 버먼 등이 제작에 참여하였다.
이 영화는 아카데미 작품상 후보에 지명되었다.

## 출연

### 주연
- 캐서린 헵번
- 프레드 맥머레이

### 조연
- 프레드 스톤
- 프랭크 앨버트슨
- 앤 슈메이커
- 찰리 그레이프
- 그래디 슈튼
- 헤다 호퍼
- 조나단 헤일
- 해티 맥대니얼

## 기타
- 원작자: 부스 타킹턴
- 미술: 밴 네스트 폴그래스
- 의상: 월터 플렁킷